# Phaedyma kankena
Phaedyma kankena är en fjärilsart som beskrevs av Evans 1912. Phaedyma kankena ingår i släktet Phaedyma och familjen praktfjärilar. Inga underarter finns listade i Catalogue of Life.